# Lipová (powiat Bardejów)
Lipová (rusiń. Липова, Łypowa) – wieś (obec) na Słowacji położona w kraju preszowskim, w powiecie Bardejów. Pierwsze wzmianki o miejscowości pochodzą z roku 1567.
Według danych z dnia 31 grudnia 2016, wieś zamieszkiwało 71 osób, w tym 33 kobiety i 38 mężczyzn.